# اوکازاکی
اوکازاکی، آیچی از شهرهای Aichi Prefecture Japan است که جمعیت آن در January 1 ۲۰۰۸ ۳۷۱٬۳۸۰نفر بوده‌است.